# Amanda Swafford
Amanda Lynn Swafford nacida el 30 de octubre de 1978 en Hendersonville, Carolina del Norte es una modelo estadounidense y personalidad de televisión.  Llegó en tercer lugar en el ciclo 3 del reality show 's America's Next Top Model.Swafford es legalmente ciega ,  padece de retinitis pigmentosa , una enfermedad ocular degenerativa. En un episodio de America's Next Top Model, donde Swafford reveló su condición a las demás concursantes, declaró que la condición de la dejaría completamente ciega a la edad de 30.  Ha modelado en Moscú y Praga después del programa.

## Infancia
La familia de Swafford se trasladó a Plano, Texas durante su adolescencia. Fue una atleta de pista y campo en su colegio Plano Oriente Senior High School en 1997. En el año 2000, se graduó de Austin Community College, Río Grande. 
Antes de aparecer en America's Next Top Model, Swafford modeló bajo el nombre de "Amanda Mellard" en Austin, Texas, donde fue establecida la figura un tanto en la moda de la comunidad de Austin. Después de aparecer en America's Next Top Model, Swafford modeló para Levi's en una campaña publicitaria con otros modelos con deterioro visual. En el 2005, Swafford anunció sus planes de editar un libro multisensorial para los niños.

## En ANTM
Cuando Amanda intentó entrar en el ciclo 3 de America's Next Top Model, todos los jueces señaló que su característica más impresionante fue su bellos ojos azul hielo. Sin embargo, sus ojos también eran algo de mucha dificultad ya que ella era legalmente ciega, la retinitis pigmentosa causa deterioro en la barra de pigmentos de los ojos, limitando severamente la capacidad de ver en condiciones de poca luz, lo que podría hacer un problema al caminar por una pasarela, rodeado por la oscuridad extremadamente peligroso. Pero eso no le impidió que deseen participar como un elenco en el show.
Los jueces se sorprendieron con sus fotos, especialmente la toma de belleza sin retoques-que tomó durante la tercera semana de la competencia. Incluso cuando participan en un desfile de modas en condiciones de poca luz, ella fue capaz de navegar con éxito en la pasarela sin dar un paso en falso por el brillo y el esquema de pintura brillante que la habilitaba para que puedas ver el camino de la pasarela y bordes. Ella nunca criticada severamente por los jueces por ser demasiado vieja para la competencia ya que ella tenía 25 años de edad en el momento. Cuando fue el viaje de destino internacional Japón, su problema de edad le impidió ganar un reto de los Go-Sees.
Participó en la final junto con la ganadora Eva Pigford y la finalista Yaya Da Costa, pero Amanda fue eliminada cuando ella y Eva se encontraban en la Bottom Two. Los jueces tuvieron un momento difícil para decidir a quién enviaban a casa. Como las 3 concursantes tenían fuertes fotos de CoverGirl, y las 3 fueron consideradas fuertes contendientes, pero al final, fue Swafford quien tuvo que irse. Uno de los jueces, Janice Dickinson fue una voz disidente en el panel de jueces, diciendo: "¡Te quiero!"  a Swafford cuando fue eliminada.
Fue votada recientemente como una de los concursantes más memorable en el programa de AOL.